# Великожитинська сільська рада
Великожи́тинська сільська́ ра́да — орган місцевого самоврядування в Рівненському районі Рівненської області. Адміністративний центр — село Великий Житин.

## Загальні відомості
- Великожитинська сільська рада утворена в 1940 році.
- Територія ради: 32,74 км²
- Населення ради: 2 505 осіб (станом на 2001 рік)
- Територією ради протікає річка Вуж.

## Населені пункти
Сільській раді підпорядковані населені пункти:
- с. Великий Житин
- с. Бармаки
- с. Малий Житин

## Склад ради
Рада складається з 16 депутатів та голови.
- Голова ради: Хома Людмила Григорівна
- Секретар ради: Мельничук Валентина Петрівна

### Керівний склад попередніх скликань
| Прізвище, ім'я, по батькові   | Основні відомості                                    | Дата обрання | Дата звільнення |
| ----------------------------- | ---------------------------------------------------- | ------------ | --------------- |
| Гаврилюк Василь Олександрович | Сільський голова, 1957 року народження, безпартійний | 26.03.2006   | 31.10.2010      |
| Хома Людмила Григорівна       | Сільський голова, 1960 року народження, освіта вища  | 31.10.2010   |                 |

Примітка: таблиця складена за даними сайту Верховної Ради України

## Населення
Згідно з переписом УРСР 1989 року чисельність наявного населення сільської ради становила 2490 осіб, з яких 1175 чоловіків та 1315 жінок.
За переписом населення України 2001 року в сільській раді мешкали 2502 особи.

### Мова
Розподіл населення за рідною мовою за даними перепису 2001 року:
| Мова       | Відсоток |
| ---------- | -------- |
| українська | 98,96 %  |
| російська  | 0,84 %   |
| білоруська | 0,08 %   |
| польська   | 0,04 %   |